# Krvavý duben

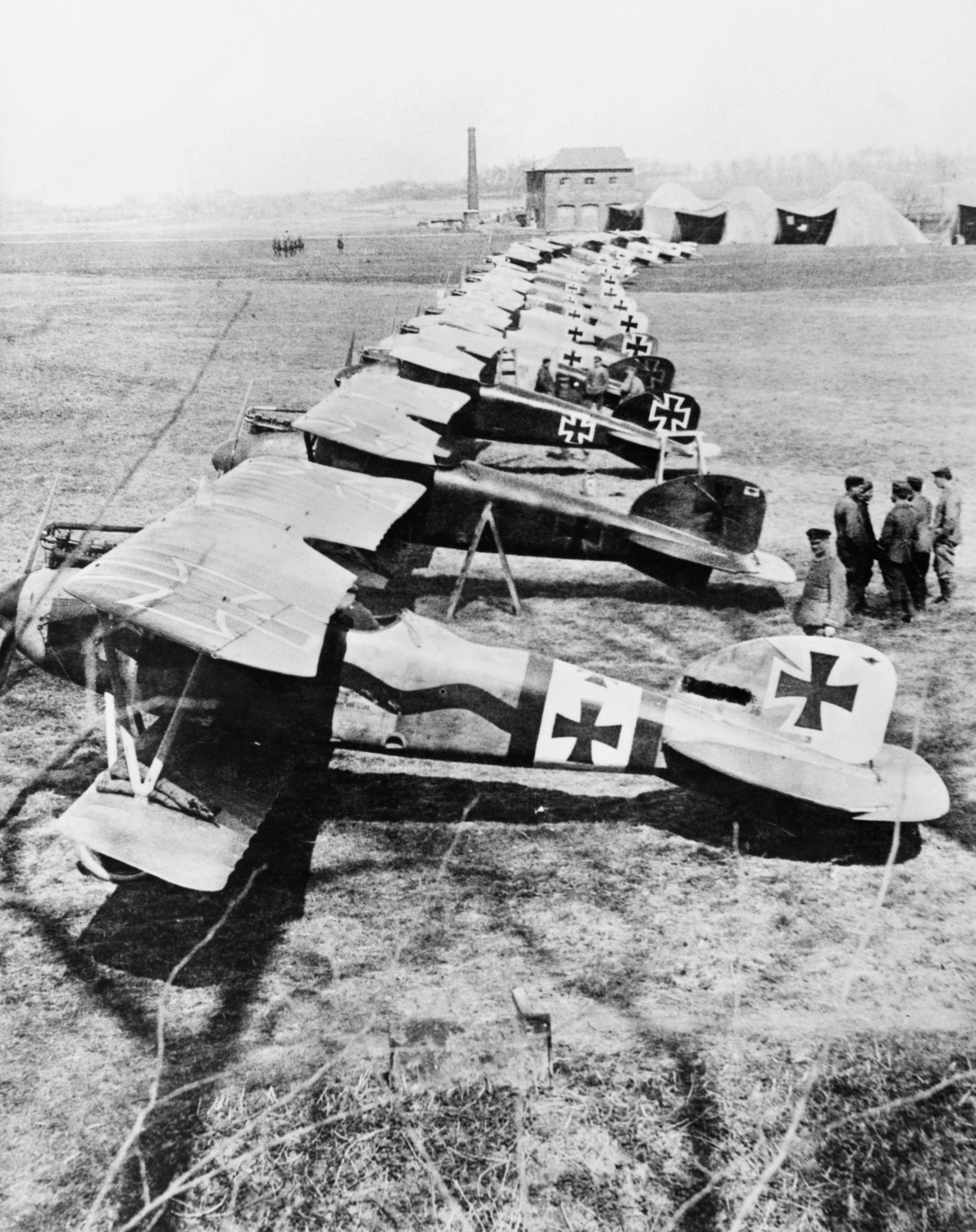
Německé Albatrosy D.III na letišti nedalekou francouzského Douai, duben 1917

Krvavý duben (anglicky: Bloody April) pro Royal Flying Corps označuje zpravidla měsíc duben v roce 1917, za první světové války během bitvy u Arrasu.
Během tohoto období zapříčinil taktický a technologický rozdíl mezi oběma stranami to, že Britové utrpěli ztráty téměř čtyřikrát vyšší než jejich protivník – německé Luftstreitkräfte. Ztráty byly tak katastrofální, že hrozilo, že podkopou morálku zúčastněných perutí britského letectva.

## Průběh
V dubnu Spojenci zahájili společnou velkou ofenzívu, známou jako Nivellova ofenzíva, která však skončila neúspěchem. Britské jednotky útočily u Arrasu v provincii Artois v severní Francii, zatímco francouzské útočily na německé pozice u řeky Aisne. Součástí Nivellovy ofenzívy bylo i masívní nasazení leteckých jednotek, které zajišťovaly průzkum terénu a řídily dělostřeleckou přípravu.
Bitva u Arrasu začala 9. dubna 1917. Na podporu RFC povolala 25 perutí čítajících 365 letounů, třetinu z tohoto počtu tvořila stíhací letadla. V oblasti operovalo pouze pět německých eskader („Jasta“), ale jejich počet se v průběhu bitvy zvýšil na osm. Celkem tak Němci měli k dispozici okolo 80 stíhacích strojů. Od září 1916, mělo německé letectvo na západní frontě leteckou převahu hlavně díky letounům Albatros D.II a D.III. Albatrosy předčily britské a francouzské stíhačky, které chránily lehce zranitelné průzkumné letouny B.E.2, F.E.2 a dvoumístné pozorovací stroje Sopwith 1½ Strutter. Tyto spojenecké stíhací letouny vycházely z překonané koncepce s tlačnou vrtulí jako například Airco D.H.2 a F.E.8 nebo to byly taktéž zastaralé „tažné“ dvouplošníky jako Nieuport 17 a Martinsyde G.100 Elephant. Pouze letouny SPAD S.VII, Sopwith Pup a Sopwith Triplane se mohly srovnávat a soupeřit s německými. Bylo jich však malé množství a byly rozptýleny po celé frontě.
Nová generace spojeneckých letadel ještě nebyla připravena ke službě, ačkoli 56. peruť RFC s novými letadly S.E.5 se již připravovala na operační působení ve Francii, k němu však došlo až 22. dubna 1917.
Stroje Bristol F.2A 48. perutě si svůj debut odbyly také v průběhu dubna, ale hned při prvním operačním letu byla čtyři ze šesti letadel sestřelena pěti Albatrosy D.III z jednotky Jasta 11 vedené Rudým baronem Manfredem von Richthofen.
Kombinace skvělých německých letadel a obranné taktiky, s méně zkušenými britskými posádkami a strategií RFC pokračovat v útočných hlídkových letech a letech hluboko na území obsazená Němci vyústila v drtivé britské ztráty. Během dubna ztratili Britové 245 letadel, 211 členů posádek bylo zabito nebo pohřešováno a 108 bylo zajato.
Německé letectvo ztratilo ze všech příčin jen 66 letadel. Pro porovnání, během pětiměsíční bitvy na Sommě přišli Britové o 576 členů leteckých posádek. Pod Richthofenovým velením si Jasta 11 v dubnu připsala 89 vítězství – přes třetinu britských ztrát.
Krvavý duben znamenal pro RFC nejčernější měsíc celé války. Ovšem ani takto vysoké ztráty, které německé letectvo uštědřilo svému protivníkovi, nezabránily RFC plnit úkoly, jenž od nich byly požadovány. RFC pokračovaly v podpoře pozemních jednotek průzkumnými lety, pořizováním aktuálních fotografií a rušivými nálety.
Za několik málo měsíců se do služby dostala nová, po technické stránce vyspělejší letadla S.E.5, Sopwith Camel, a SPAD S.XIII ve větších počtech a rychle získala ztracenou vzdušnou převahu nad vyčerpanými německými eskadrami. Ztrát RFC byly čím dál tím menší, zatímco přibývalo ztrát německých.